# Universidade de Belgrado
A Universidade de Belgrado (em sérvio Univerzitet u Beogradu), fundada em 1808, é a maior universidade da Sérvia. Está localizada em Belgrado.